# Dristor

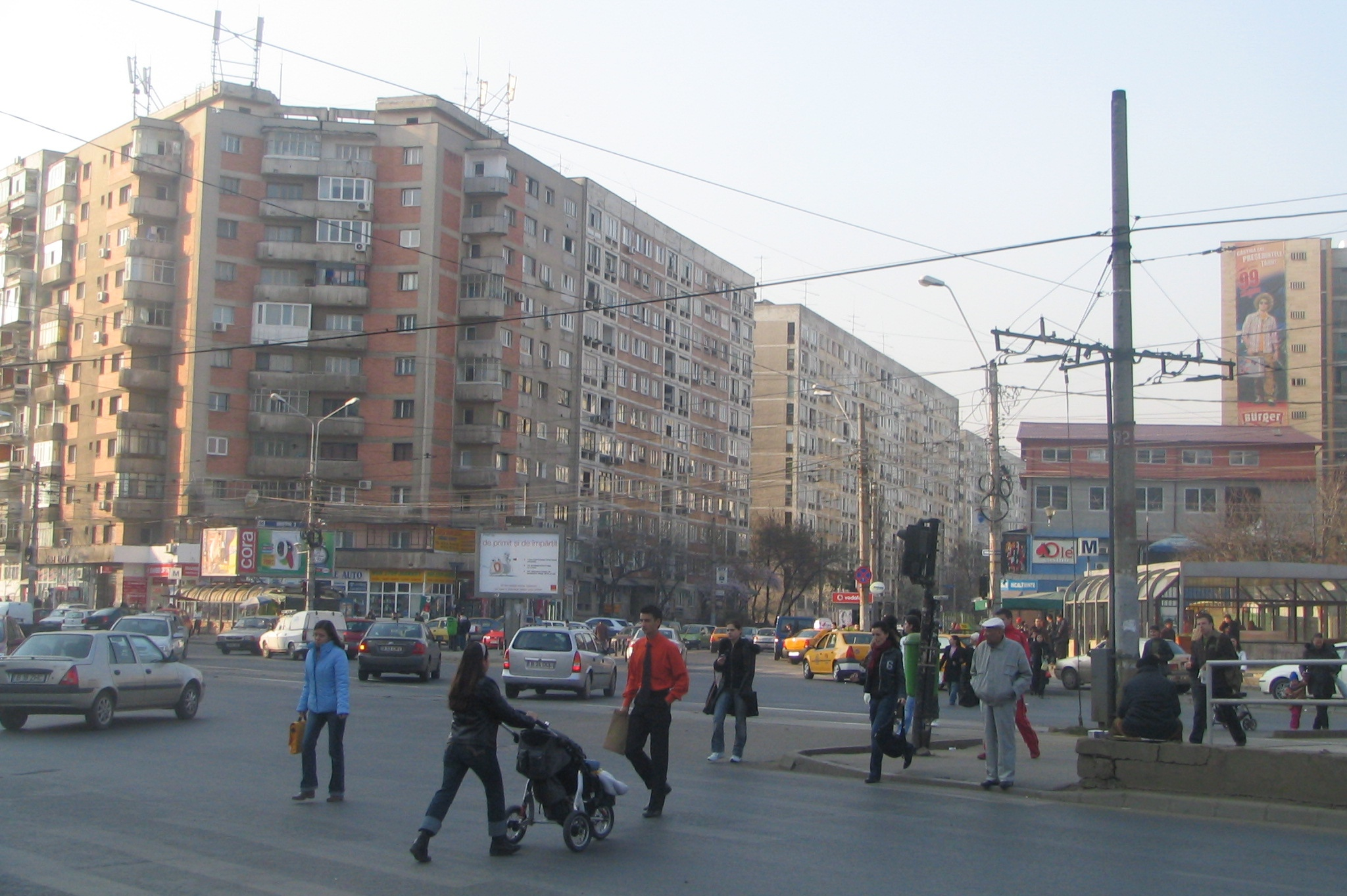
Centrul cartierului Dristor

Dristor este un cartier situat în sectorul 3 în București. Cartierele din apropiere sunt Dudești, Vitan, Văcărești și Titan. Este deservit de stația de metrou Dristor, una dintre cele mai importante stații ale rețelei de metrou din București.
Numele cartierului vine de la strada Dristorului, care la rândul său a fost denumită astfel după 1913, în cinstea orașului Silistra (Dârstor), astăzi în Bulgaria, la vremea aceea abia devenit parte din Regatul României, împreună cu Cadrilaterul. În aceeași perioadă, multe din străzile din zonă, pe atunci parte din satul Cioplea, au căpătat denumiri în cinstea unor soldați care au luptat în Primul Război Mondial și ale căror morminte se găsesc și astăzi în Cimitirul Cioplea. O altă teorie spune că numele vine de breasla piuarilor care și-au avut satul în această parte a Bucureștilor. Meșterii piuari se numeau «dârstari», «dârsta» fiind piua din piatră folosită la fabricarea postavului și dimiei. Piuarii fabricau «dârste» și pentru sutele de mori de pe cursul Dâmboviței, care timp de sute de ani au fost prezențe cotidiene, de mare relevanță economică pentru târgul Bucureștilor.
Cu toate acestea, nu există dovezi istorice care să ateste faptul că în satul Cioplea, aflat în această zonă până în anii 1950, s-ar fi practicat această meserie.
Limitele actuale ale cartierului Dristor sunt: la nord - strada Baba Novac, la sud - strada Răcari, la vest - Șos. Mihai Bravu, la est - Strada Fizicienilor
În cartierul Dristor se poate ajunge în timp foarte scurt, din orice alt cartier din București în care există metrou, coborând la stația Dristor. În plus, există o rețea de transport în comun de suprafață foarte bine pusă la punct.
De asemenea în cartier există numeroase grădinițe particulare și de stat, școli generale, grupuri școlare și licee (printre care se numără "Liceul Internațional de Informatică" - unul dintre cele mai prestigioase licee din România).
Poziționarea semicentrală, prezența în apropiere a Parcului "A.I. Cuza" (al doilea ca mărime din București după Parcul Herăstrău ) dar și accesul rapid la nenumărate centre comerciale dau o notă de superioritate vechiului cartier bucureștean.